# Tây Thi
Tây Thi(chữ Hán: 西施; bính âm: xi shi), còn gọi là Tây Tử (西子), là một đại mỹ nhân trứ danh thời kì Xuân Thu, đứng đầu trong Tứ đại mỹ nhân của lịch sử Trung Quốc. Tương truyền, Tây Thi có nhan sắc làm cá phải ngừng bơi mà lặn xuống đáy nước, gọi là Trầm ngư (沉魚).
Câu chuyện về Tây Thi phổ biến trong các nước văn hóa Đông Á. Nàng đã theo kế của Phạm Lãi, từ nước Việt đến nước Ngô để mê hoặc Ngô vương là Ngô Phù Sai, giúp Việt Vương Câu Tiễn phục quốc, khiến nước Ngô hùng mạnh bị diệt vong. Câu chuyện đã trở thành huyền thoại về nhan sắc khuynh thành, được nhắc đến nhiều trong các điển tích Trung Hoa.
Vẻ đẹp thiên tiên của nàng phổ biến rất rộng rãi trong thi ca cũng như dân gian, người ta thường dùng sắc đẹp của nàng để ví với những người con gái tuyệt đẹp trong văn hóa Trung Hoa và một số nước chịu ảnh hưởng. Câu chuyện của nàng là một ví dụ điển hình cho hình tượng "Hồng nhan họa thủy" trong thời phong kiến xưa, đặc thể hiện qua tiểu thuyết Đông Chu liệt quốc và một số bài thơ của thi nhân nhà Đường là Lý Bạch và Vương Duy.
Ngoài Tứ đại mỹ nhân của văn hóa Trung Quốc hiện đại nói chung, Tây Thi được xem là một trong Xuân Thu tứ đại mỹ nữ (春秋四大美女), bên cạnh Tức Quy, Hạ Cơ và Văn Khương.

## Câu chuyện
Theo nhiều truyền thuyết được đồn đại qua thời gian, Tây Thi vốn tên là Thi Di Quang (施夷光), là con một người thôn nữ họ Thi, nàng dệt vải ở núi Trữ La, Gia Lãm thuộc nước Việt thời Xuân Thu (nay là Chư Kỵ, tỉnh Chiết Giang). Trữ La có hai thôn, gồm thôn Đông và thôn Tây, Tây Thi là người ở thôn Tây, vậy nên gọi là 「Tây Thi」, lại có cách nói Thi là thị tộc (Thị; 氏) mà Tử là họ (Tính; 姓) nên gọi 「Tây Tử」. Dù chưa rõ thực hư ra sao, nhưng những gọi này tương đồng với đương thời, khi ấy, phụ nữ không xưng tên, chỉ xưng hiệu (gồm thụy hiệu, xưng hiệu hoặc tên nơi ở) cùng họ thị tộc gốc của mình, giống như Tức Quy là người họ Quy nhưng gả đi nước Tức nên gọi vậy. Cũng theo truyền thuyết để lại, Tây Thi là mỹ nhân có ngũ quan đoan chính, tướng mạo hơn người ngay cả khi không trang điểm. Vì gia cảnh khó khăn, quanh năm suốt tháng Tây Thi phải mặc xiêm y bằng vải bố, nhưng vẫn không thể che lấp được vẻ đẹp vốn có. Nơi thôn Trữ La có con suối, gọi là "Hoán Sa khê" (浣纱溪), bên trong suối có "Hoán Sa thạch" (浣纱石), mỗi ngày Tây Thi đều cùng người trong thôn làm việc tại đây.
Dưới thời Việt vương Câu Tiễn, trong trận đánh quyết tử với Ngô ở Phu Tiêu (夫椒; nay là huyện Ngô thuộc thành phố Tô Châu, tỉnh Giang Tô), do không nghe lời can gián của Văn Chủng và Phạm Lãi nên Việt vương Câu Tiễn bại trận, lui về Hội Kê sơn (会稽山; nay ở phía nam thành phố Thiệu Hưng, tỉnh Chiết Giang). Do bị vây khốn, Câu Tiễn phải xin hòa, ông ta cùng vợ bị Ngô vương Phù Sai bắt sang Ngô làm con tin. Câu Tiễn quyết chí trả thù, đại phu Văn Chủng trước khi Câu Tiễn sang Ngô đã hiến cho Câu Tiễn 7 kế, trong đó có một kế là "Mỹ nhân kế", dâng người đẹp mê hoặc Ngô vương. Trong vòng nửa năm, Phạm Lãi cùng Văn Chủng vì nước Việt mà lập mưu kế, tuyển được nhiều mỹ nữ, trong đó có hai người nhan sắc tuyệt thế là Tây Thi cùng Trịnh Đán. Có một truyền thuyết rất phổ biến, trong quá trình này thì Tây Thi cùng Phạm Lãi đã yêu nhau tha thiết, cả hai định bỏ trốn để tìm cuộc sống tự do, nhưng chính Văn Chủng đã ngăn cản, vì Việt trên hết, bắt Tây Thi phải thực hiện nghĩa vụ. Tuy nhiên, điều này cũng không có cơ sở. Với một bối cảnh chỉ vì lợi ích chính trị như vậy, khó có thời gian cho cả hai yêu đương.
Khi Tây Thi bước vào Ngô cung, Phù Sai lập tức yêu quý. Sách Ngô Việt xuân thu (吴越春秋) thời Đông Hán thuật lại, khi Ngũ Tử Tư trông thấy dung mạo của Tây Thi, biết nàng sẽ là cái họa vong quốc, bèn khuyên can:「"Thần nghe, Hạ vong bởi Muội Hỉ, Ân vong bởi Đát Kỷ, Chu vong bởi Bao Tự. Mỹ nhân là vật gây mất nước, nên từ chối"」. Mặc cho Ngũ Tử Tư can gián, Phù Sai không hề nghe mà vẫn nạp Tây Thi, sủng ái nàng hết mực, đem nàng ở Xuân Tiêu cung (春宵宮) tại Cô Tô đài (姑蘇臺), trên núi Linh Nham lại làm Quán Oa cung (館娃宮) để cùng Tây Thi tại đó thưởng lãm cảnh núi non.
Phù Sai đã bị mùi hương trên người Tây Thi làm cho mê mẩn, ông thậm chí còn xây cho Tây Thi một hồ tắm riêng, đặt tên là "Hương Thủy Khê".
Mùi hương trên người Tây Thi thơm đến nỗi mà sau 3 năm từ khi nàng qua đời, chiếc giường nàng từng nằm vẫn còn lưu giữ mùi hương của nàng.
Nhân vì Tây Thi yêu thích ca múa, Phù Sai thiết kế cho cung nhân biểu diễn, bản thân Tây Thi cũng vì để mê hoặc Phù Sai mà khổ luyện vũ đạo, động tác uyển chuyển, khiến Phù Sai không thể rời mắt khỏi nàng, ngày càng bỏ bê triều chính. Chính tác động của Tây Thi đã khiến Câu Tiễn thoát khỏi cảnh làm con tin, được Phù Sai thả về nước Việt. Nhân đó, Câu Tiễn gầy dựng lực lượng, đánh bại nước Ngô.

## Kết cục

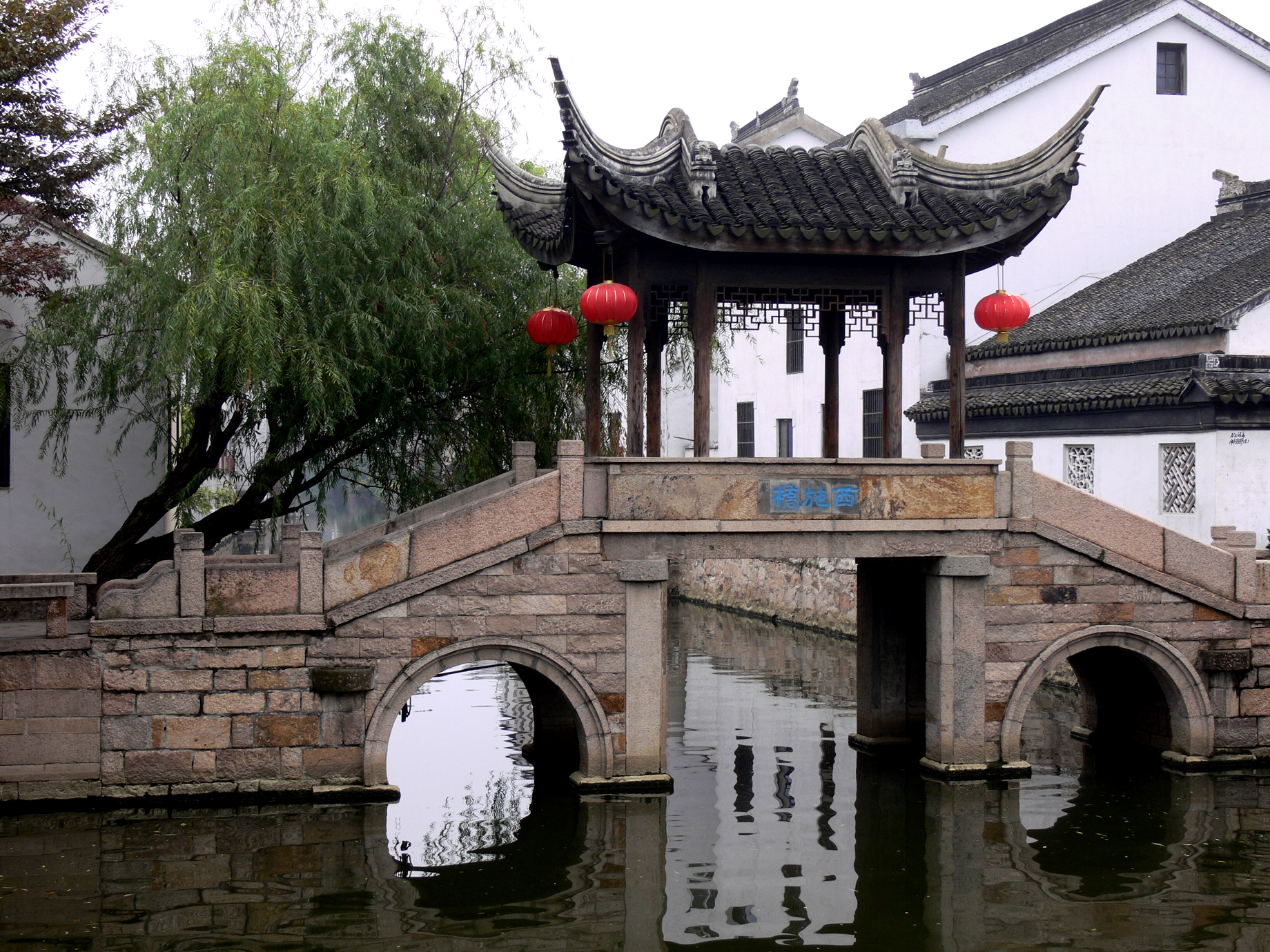
Cầu Tây Thi tại Mộc Độc, tỉnh Tô Châu

Kết cục của Tây Thi có rất nhiều thuyết:
- Tây Thi và Phạm Lãi có tình cảm. Sau khi nước Ngô vong, Phạm Lãi được Câu Tiễn ban thưởng. Sau đó, Phạm Lãi đã bỏ đi cùng Tây Thi, cả hai ngao du Thái Hồ, cứ thế mà sống, không vướng bận chuyện nhân thế nữa[2]
- Tây Thi bị người Ngô thả sông. Loại thuyết này xuất phát nhiều vào thời Đường-Tống, kể lại việc khi nước Ngô bị vong, người Ngô trút giận lên Tây Thi, bắt nàng quấn vào vải lụa, sau đó thả trầm xuống sông mà chết[3].
- Có thuyết lại cho rằng, vợ của Câu Tiễn ghen, sợ Câu Tiễn mê đắm Tây Thi mà mất nước như Phù Sai nên đã bí mật sai quân lính bắt Tây Thi buộc vào đá ném xuống sông. Tiểu thuyết Đông Chu liệt quốc chính là dựa vào thuyết này.

Đặc biệt là thuyết Tây Thi bị chết chìm trên sông, là có sự tích từ rất sớm. Sau khi Nước Ngô bị diệt chưa đầy 100 năm, Mặc Tử trong phần "Thân sĩ thiên" (亲士篇), có liệt kê các cái chết đáng chú ý, ông viết:「"Tỷ Can chi ế, kỳ kháng dã; Mạnh Bí chi sát, kỳ dũng dã; Tây Thi chi trầm, kỳ mỹ dã; Ngô Khởi chi liệt, kỳ công dã"; 比干之殪，其抗也；孟贲之杀，其勇也；西施之沉，其美也；吴起之裂，其事也。」, đoạn này ý tứ là những người này đều là chết vì sở trường của họ, sở trường từng người đều thu nhận tai họa tương đồng. Mặc Tử đã đồng thời xác minh cái chết của Tây Thi chính là do bị dìm trên sông.
Ngày nay, tại Chiết Giang, Thiệu Hưng, Chư Kỵ, có một tòa điện Tây Thi, các di tích của Việt quốc cổ đô thành. Sau khi Tây Thi mất tích, người ta đã dùng Tây Hồ để tưởng nhớ nàng. Tây Hồ, còn gọi là Tây Tử Hồ (西子湖), theo quan niệm dân gian cho rằng nơi đây là nơi vong hồn của nàng vẫn còn tồn tại. Tương truyền, trong hồ xuất hiện một con nghêu, dân gian cho rằng đó là lưỡi của nàng, do vậy con nghêu còn được gọi là Tây Thi thiệt (西施舌; lưỡi Tây Thi).
Nhà thơ Tô Đông Pha đã viết bài thơ về nơi đây và Tây Thi trong bài Ẩm hồ thượng sơ tình hậu vũ (飲湖上初晴後雨; Uống rượu ở Tây Hồ lúc đầu trời tạnh).
| Hán tự ... 水光瀲灩晴方好， 山色空蒙雨亦奇。 欲把西湖比西子， 淡妝濃抹總相宜 | Phiên âm ... Thủy quang liễm diễm tình phương hảo. Sơn sắc không mông vũ diệc kỳ. Dục bả Tây Hồ tỉ Tây Tử. Đạm trang nùng mạt tổng tương nghi. | Dịch thơ ... Nước dập dờn bừng khi nắng rọi. Nước nhạt nhòa xanh buổi mưa về. Tây Hồ ví tựa Tây Thi. Điểm trang đậm nhạt vẻ gì cũng xinh. |

## Khảo chứng

### Trước thời Hán
Câu chuyện về Tây Thi mang nhiều sắc thái mơ hồ, không rõ xuất phát từ đâu và khi nào, phần nhiều đều cho rằng Tây Thi được hư cấu hóa lên, phỏng chừng truyền thuyết về Tây Thi có lẽ bắt đầu từ cuối thời Xuân Thu và đầu Chiến Quốc.
Sách của Tuân Tử thời Chiến Quốc, có lẽ là cuốn sách đầu tiên nhất nói đến Tây Thi, được thể hiện bằng câu:「"Hảo mỹ nhi ác Tây Thi dã"; 好美而恶西施也」. Cũng thời kỳ Chiến Quốc, sách của Mặc Tử phần "Thân sĩ" (亲士) viết:「"Tây Thi chi trầm, kỳ mỹ dã"; 吴起之裂，其功也；西施之沈，其美也。」. Á Thánh Mạnh Tử còn là người đầu tiên đề cập danh xưng "Tây Tử" của Tây Thi như sau:「"Tây Tử mông bất khiết, tắc nhân giai yểm tị nhi quá chi. Tuy hữu ác nhân, Tề giới mộc dục, tắc khả dĩ tự Thượng đế"; 西子蒙不潔，則人皆掩鼻而過之。雖有惡人，齊戒沐浴，則可以祀上帝。」. Đây thường được liệt vào diện những bằng chứng văn tự chứng minh sự tồn tại của Tây Thi, bởi vì niên đại của các cuốn sách này đều là tầm thời Chiến Quốc, gần với thời kỳ Xuân Thu mà nhân vật Tây Thi được nhắc đến.
Tuy nhiên, những cuốn sách này đều không nói đến "câu chuyện" mà Tây Thi được nhắc đến nhiều là giúp Việt diệt Ngô, mà đơn thuần chỉ là nói đến mỹ danh của nàng. Như Trang Tử có nói:「"Cố Tây Thi bệnh tâm nhi tần kỳ lí, kỳ lí chi sửu nhân kiến nhi mỹ chi, quy diệc phủng tâm nhi tần kỳ lí"; 故西施病心而矉其里，其里之丑人见而美之，归亦捧心而矉其里」. Hay như Hàn Phi Tử có bàn:「"Cố thiện Mao Tường, Tây Thi chi mỹ, vô ích ngô diện, dụng chi trạch phấn đại tắc bội kỳ sơ."; 故善毛嫱、西施之美，无益吾面，用脂泽粉黛则倍其初」. Có thể thấy được ở những ghi chép sớm nhất này chỉ bàn về vẻ đẹp của Tây Thi, mà chưa liên hệ Tây Thi với chuyện giữa nước Việt và nước Ngô.

### Từ Hán trở đi
Câu chuyện bài bản về Tây Thi, theo biểu hiện văn bản còn có được hiện nay thì sớm nhất từ Ngô Việt xuân thu (吴越春秋) thời Đông Hán, viết rằng:
| “                                                  | 十二年，越王谓大夫种曰："孤闻吴王淫而好色，惑乱沉湎，不领政事，因此而谋，可乎？"种曰："可破。夫吴王淫而好色，宰嚭佞以曳心，往献美女，其必受之。惟王选择美女二人而进之。"越王曰："善"。乃使相者国中得苎萝山鬻薪之女，曰西施、郑旦。饰以罗榖，教以容步，习于土城，临于都巷。三年学服而献于吴。 . Năm thứ 12, Việt vương gọi Đại phu Chủng nói: 「"Cô nghe Ngô vương háo sắc dâm dật, không thích nghe triều chính, liệu nên thuận kế này mà tính chăng?"」. Chủng nói: 「"Có thể. Kẻ Ngô vương kia hiếu sắc mà Tể thần lại xu nịnh, nay hiến mỹ nhân thì đều sẽ có khả năng thu nhận. Ngài tìm hai người đẹp đưa lên là việc thành"」. Việt vương nói: 「"Được"」. Lại sai người tìm kiếm trong nước, đến núi Trữ La thì được con gái nhà bán củi, là Tây Thi và Trịnh Đán. Cho ăn mặc đẹp và dạy dỗ dáng điệu, sau ba năm thì đều đem hiến cho Ngô vương. | ” |
| — Câu Tiễn âm mưu ngoại truyện - Ngô Việt xuân thu | |   |

Qua cách ghi của Ngô Việt xuân thu, thời điểm Câu Tiễn quyết định dùng kế mỹ nhân là đã nhận thức rõ Phù Sai đang sa đà vào hưởng lạc. Huống hồ cũng theo Ngô Việt xuân thu thì Câu Tiễn vào năm thứ 5 đã phải chịu bại mà đến Ngô làm thần, khoảng 2 năm sau được thả về, rồi năm thứ 12 mới bắt đầu rục rịch dâng mỹ nữ Tây Thi cùng Trịnh Đán lên cho Phù Sai. Có thể thấy rõ, việc Tây Thi vào cung Ngô, làm lũng đoạn triều chính nước Ngô về cơ bản không phải ban đầu đã được định hình. Từ sau Ngô Việt xuân thu, ngày càng có nhiều sách đề cập đến chuyện Tây Thi là mỹ nữ được nước Việt chọn dâng sang nước Ngô, như Việt thuyệt thư (越绝书). Song sự liên hệ một mình Tây Thi làm khuynh đảo nước Ngô như truyền thuyết đề cập vẫn chưa hiện hữu, mỹ danh của Tây Thi chỉ liên quan đến nhăn mày mà vẫn mê người, việc hiến cho nước Ngô chỉ làm tăng đàu óc mưu kế của Câu Tiễn trong tiến trình phục thù của ông.
Đặc biệt, những cuốn sách như Quốc ngữ và Liệt nữ truyện chuyên chép về các nhân vật nữ đời trước, có tai tiếng lẫn có tiếng tốt, lại kỳ lạ là không nhắc đến câu chuyện của Tây Thi, dù "hậu quả" mà Tây Thi gây ra trong truyền thuyết cũng đủ sánh với Muội Hỉ, Đát Kỷ cùng Bao Tự. Điều này cũng phần nào cho thấy câu chuyện về ["Tây Thi diệt Ngô"] vào thời điểm ấy vẫn chưa được nhìn nhận rõ, vẫn chưa được nhắc đến và tô đậm như về sau.

## Văn học

### Nét đẹp thành ngữ

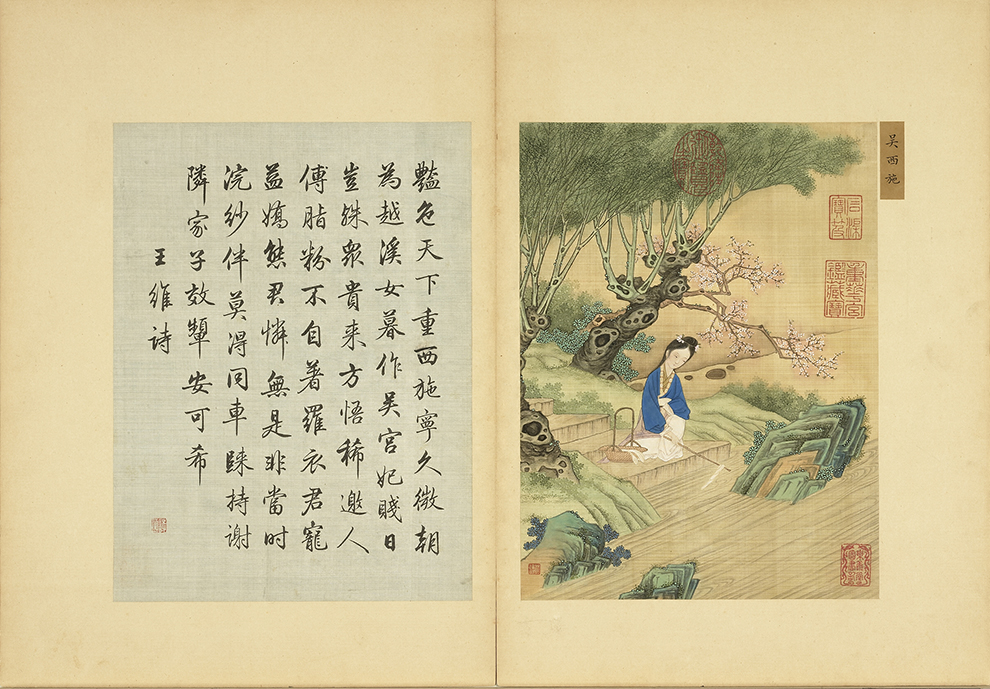
Tây Thi, minh họa trong Họa lệ châu tụy tú (畫麗珠萃秀).

Hình ảnh nàng Tây Thi hấp dẫn hơn khi đang nhăn mặt vì đau trên bờ suối khiến cho một cô gái khác bắt chước nhăn mặt theo, nhưng lại bị nhiều người cười chê đã trở thành một điển tích văn học. Sắc đẹp của Tây Thi được miêu tả hết sức mỹ lệ, câu chuyện về nàng mang sắc thái của một đại mỹ nhân, từ đó trong danh sách Tứ đại mỹ nhân của văn hóa đương đại Trung Quốc, Tây Thi luôn xếp đầu tiên.
Có một cụm thành ngữ mô tả bốn loại vẻ đẹp mà ngày nay còn biết đến, đó là "Trầm ngư lạc nhạn, Bế nguyệt tu hoa" (Chim sa cá lặn, hoa nhường nguyệt thẹn), trong đó "Trầm ngư" thường là chỉ Tây Thi. Thế nhưng nguồn gốc thực sự từ thư tịch nào cụm Trầm ngư là để chỉ Tây Thi đều không rõ ràng. Trong khi đó, câu "Trầm ngư" có từ trong sách Trang Tử - Tề vật luận:「"Mao Tường, Ly Cơ, là hai người đàn bà đẹp, cá thấy chìm vào chốn hang sâu, chim thấy bay cao, lộc thấy thì thay sừng; đó là vẻ đẹp của thiên hạ"; 毛嫱、驪姬，人之所美也，鱼见之深入，鸟见之高飞，糜鹿见之决骤，四者孰知天下之正色哉。」. Theo cách ghi của Trang Tử, nhận thức của động vật đối với cái đẹp của con người cực kỳ vô vị, liền hoảng sợ mà chạy, thực tế không liên quan đến nhận thức của con người đối với nhan sắc của con người. Có thuyết cho rằng, cụm từ "Trầm ngư" được gán cho Tây Thi từ bài vịnh về nàng mang tên Hoán sa thiên (浣纱篇), trong đó có câu: 「"Điểu kinh nhập tùng la, ngư ý trầm hà hoa"; 鸟惊入松萝，鱼畏沈荷花」.
Một trong những câu thành ngữ liên quan đến Tây Thị gọi là Đông Thi hiệu tần (東施效顰), cũng gọi Đông gia hiệu tần (東家效顰) hay Xú nữ hiệu tần (醜女效顰). Một hôm, Tây Thi đột nhiên cảm thấy đau ở ngực, mặt mày nhăn lại, cô gái Đông Thi vốn xấu xí, thấy Tây Thi mặt nhăn lại vẫn còn đẹp mê hồn bèn bắt chước. Tưởng rằng mình sẽ đẹp như Tây Thi, thế nhưng Đông Thi bắt chước chỉ thêm xấu lạ, khiến người ta nhìn thấy đều chạy đi, thậm chí không dám ra đường nữa. Điển tích này cũng xuất phát từ Trang Tử, có ý chê cười đừng cố gắng làm việc mà khả năng không thể, cốt quả chỉ khiến mình tệ hơn đi mà thôi, do đó cũng có cách gọi 「Tây Thi bệnh; 西施病」, tức "Tây Thi bị đau mà nhăn mày", ám chỉ đến vẻ đẹp chỉ cần nhăn mày cũng dao động lòng người trong điển tích này.
Câu thành ngữ Tây mi Nam kiểm (西眉南臉) dùng để chỉ dung mạo mỹ lệ của đàn bà con gái xuất xứ từ Tây Thi. Điển tích này xuất xứ từ bài Vu sơn cao (巫山高) của Lý Hàm Dụng (李咸用):「"Tây mi Nam kiểm nhân trung mỹ, hoặc giả giai văn vô sở lợi"; 西眉南臉人中美，或者皆聞無所利」. Tây Thi và nàng Nam Uy (南威) đều là đại mỹ nhân trứ danh thời Xuân Thu, tịnh xưng Uy Thi (威施). Một câu thành ngữ khác, không chỉ nổi tiếng đối với người Trung Quốc mà con đến cả các quốc gia đồng văn khác trong khối Hán quyển như Việt Nam, chính là Tình nhân nhãn lý xuất Tây Thi (情人眼里出西施), hay "Tình nhân trong mắt hóa Tây Thi", xuất phát từ ngạn ngữ đời Tống trong bài Điều khê ngư ẩn tùng thoại hậu tập · Sơn cốc thượng (苕溪渔隐丛话后集·山谷上), ý nói người tình trong mắt một người nào đó, dù vẻ ngoài thực tế ra sao cũng đều sẽ cực kỳ xinh đẹp.

### Nét đẹp thơ văn
Tuy nổi tiếng về nhan sắc, qua nhiều cuốn luận kinh điển thời Chiến Quốc cũng thấy được, song câu chuyện về Tây Thi được hiến cho Ngô, lại làm Ngô mất nước dường như chỉ là một câu chuyện từ truyền thuyết dân gian. Hoặc cho dù là quả thật có câu chuyện Tây Thi được hiến cho Ngô, song hiệu quả lại không như truyền thuyết lưu truyền, như sách Ngô Việt xuân thu chỉ đơn giản là nói ["Tây Thi cùng Trịnh Đán"] đều được tìm từ nhà nghèo, dạy dỗ mà hiến cho Ngô. Huống hồ không chỉ một mình Tây Thi, mà còn có Trịnh Đán.
Dẫu vậy, đề tài văn học viết về Tây Thi vẫn rất nhiều, không chỉ là câu chuyện được Việt hiến Ngô, mà còn là về vẻ đẹp rạng ngời nổi tiếng. Truyện ngắn Việt nữ kiếm của Kim Dung đưa nhân vật Tây Thi vào với tên là Di Quang. Trong truyện, khi gặp Tây Thi, nhân vật A Thanh đang sát khí đằng đằng cũng phải khâm phục thốt lên:「"Trong... trong đời này, sao lại có người... có người đẹp đến thế? Phạm Lãi, cô ấy còn đẹp hơn những gì ông mô tả!"」.
Nhà thơ La Ôn thời nhà Đường có thơ cho Tây Thi rằng:
| Hán tự ... 家國興亡自有時， 吳人何苦怨西施。 西施若解傾吳國， 越國亡來又是誰 | Phiên âm ... Gia quốc hưng vong tự hữu thời, Ngô nhân hà khổ oán Tây Thi. Tây Thi nhược giải khuynh Ngô quốc, Việt quốc vong lai hựu thị thùy | Dịch thơ ... Nước nhà còn mất bởi cơ trời, Người Ngô sao cứ oán Tây Thi? Tây Thi nếu làm Ngô mất nước, Thì xưa Việt mất bởi tay ai? |

Nhà thơ Thôi Đạo Dung đời Đường cũng viết một bài "Tây Thi than" nói về nàng:
| Hán tự ... 宰嚭亡吳國， 西施陷惡名。 浣紗春水急， 似有不平聲。 | Phiên âm ... Tể dĩ vong Ngô quốc, Tây Thi hãm ác danh. Hoán Sa xuân thủy cấp, Tự hữu bất bình thanh. | Dịch thơ ... Người cầm đầu làm mất nước Ngô, Tây Thi bị mang tiếng xấu. Nước suối Hoán Sa mùa xuân chảy gấp, Tựa như cũng lên tiếng bất bình. |

Thi tiên đời nhà Đường là Lý Bạch có viết một số bài thơ nói tới Tây Thi, như bài "Ngô vương mỹ nhân bán tuý" (吳王美人半醉):
| Hán tự ... 風動荷花水殿香， 姑蘇臺上宴吳王。 西施醉舞嬌無力， 笑倚東窗白玉床。 | Phiên âm ... Phong động hà hoa thủy điện hương, Cô Tô đài thượng yến Ngô vương. Tây Thi tuý vũ kiều vô lực, Tiếu ỷ đông song bạch ngọc sàng. | Dịch thơ ... Gió lay động sen hồ, hương thơm ngát Đài Cô Tô, vua Ngô tiệc đang nồng Múa trong say, tây Thi chừng mệt lả Cười cựa mình vào giường ngọc bên song |

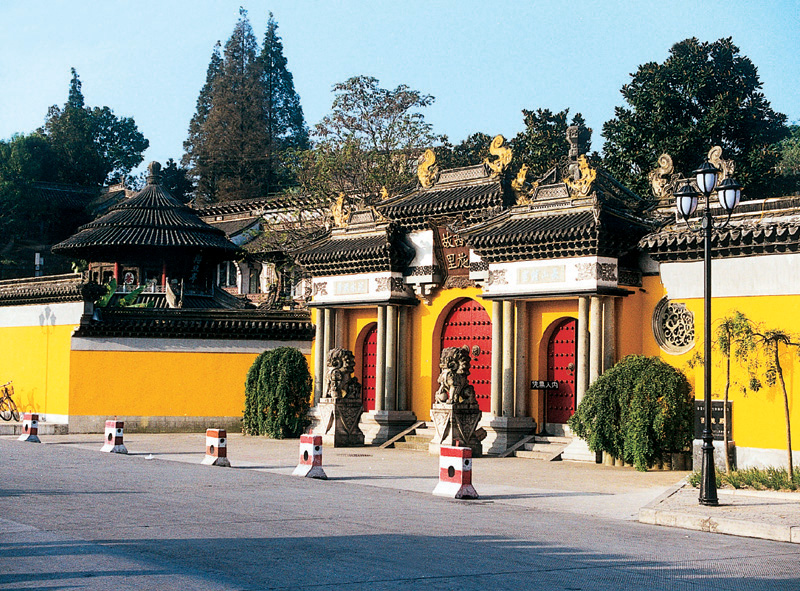
Tây Thi cố lý - nơi tưởng niệm Tây Thi tại Chư Kỵ.

Thi Phật Vương Duy có một bài thơ gọi là "Tây Thi vịnh" (西施詠):
| Hán tự ... 艷色天下重， 西施寧久微。 朝為越溪女， 暮作吳宮妃。 賤日豈殊眾， 貴來方悟稀。 邀人傅脂粉， 不自著羅衣。 君寵益驍態， 君憐無是非。 當時浣紗伴， 莫得同車歸。 持謝鄰家子， 效顰安可希。 | Phiên âm ... Diễm sắc thiên hạ trọng, Tây Thi ninh cửu vi. Triêu vi Việt khê nữ, Mộ tác Ngô cung phi. Tiện nhật khởi thù chúng, Quý lai phương ngộ hy. Yêu nhân phó chi phấn, Bất tự trước la y. Quân sủng ích kiêu thái, Quân liên vô thị phi. Đương thì hoán sa bạn, Mạc đắc đồng xa quy. Trì tạ lân gia tử, Hiệu tần an khả hy. | Dịch thơ ... Sắc đẹp thiên hạ trọng, Há mãi hèn Tây Thi. Sớm bên khe Việt nữ, Chiều chính cung Ngô phi. Lúc nghèo đâu khác lạ, Khi sang quả hữu hi. Sai người thoa hương phấn, Chẳng tự mặc xiêm y. Vua yêu càng duyên dáng, Vua quý mặc thị phi. Bạn thuở xưa giặt lụa, Về cùng xe hòng chi. Nhắn cô ả bên xóm, Nhăn mặt mong được gì. |

Một vở nhạc kịch Tây Thi đã được trình diễn tại Nhà hát lớn quốc gia (Trung Quốc) với nội dung dựa trên câu chuyện người đẹp.

## Trong Đông Chu liệt quốc
Đông Chu liệt quốc chí, cũng gọi Đông Chu liệt quốc, là tiểu thuyết dã sử gồm 108 hồi được Thái Nguyên Phóng thời nhà Thanh cải biên từ Tân liệt quốc chí khoảng trên 700.000 chữ của Phùng Mộng Long thời nhà Minh. Bản thân Tân liệt quốc chí lại được cải biên và viết thêm từ bộ Liệt quốc chí truyện khoảng 280.000 chữ do Dư Thiệu Ngư viết ra khoảng thời Gia Tĩnh.
Trong Đông Chu liệt quốc, câu chuyện về Tây Thi về cơ bản vẫn rất giống truyền thuyết dân gian cùng ghi chép từ Ngô Việt xuân thu đời Đông Hán, Tây Thi cùng với Trịnh Đán được Câu Tiễn tuyển chọn là sau khi Câu Tiễn đã được thả về nước Việt. Một trích đoạn giới thiệu về Tây Thi trong Đông Chu liệt quốc, mà nàng xuất hiện ở hồi thứ 81, mang tên "Tây Thi làm mê hoặc vua Ngô, Tử Cống đi du thuyết các nước". 
| “                                     | Vua Việt là Câu Tiễn đang muống tìm mỹ nữ trong nước để dâng vua Ngô là Phù Sai. Văn Chủng hiến kế rằng: - Xin chúa công phái một trăm nội thị đi lẫn với bọn thầy tướng, giả cách đi xem tướng khắp trong nước, thấy mỹ nữ thì biên lấy tên và chỗ ở. Dùng cách ấy mà chọn thì lo gì không có người! Câu Tiễn theo kế ấy, mới trong nửa năm, mà đã tuyển được hai nghìn mỹ nữ. Câu Tiễn sai chọn lại, được hai người đẹp nhất, truyền vẽ tranh để định đem dâng Phù Sai. Hai người ấy là Tây Thì và Trịnh Đán. Tây Thi là con một người kiếm củi ở núi Trữ La. Trữ La có hai thôn: thôn Đông và thôn Tây, vậy nên gọi là Tây Thi. Trịnh Đán cũng ở Tây thôn, láng giềng với Tây Thi. Nhà lại gần sông, má hồng mặt hoa, ánh rọi vào nhau chẳng khác gì hai đóa phù dung trên mặt nhánh. Câu Tiễn sai Phạm Lãi đem một trăm nén vàng đến đón về, cho mặc đồ the lụa, ngồi xe có màn phủ. Người trong nước nghe tiếng mỹ nữ, ai cũng muống xem mặt tranh nhau ra ngoài cõi để đón, đường xá chật ních. Phạm Lãi để Tây Thi và Trịnh Đán ở quãn xá rồi truyền dụ rằng ai muốn xem mặt mỹ nữ, phải nộp một đồng tiền. Chỉ trong một lúc mà tiền bỏ đầy qũi. Hai mỹ nữ trèo lên trên lầu, đứng tựa vào bao lan, ở dưới trông lên, khác nào tiên nữ đứng trên không. Tây Thi và Trịnh Đán ở lại ngoài thành ba ngày, tiền thu được không biết bao nhiêu mà kể, đều nộp vào kho cả. Câu Tiễn cho hai mỹ nữ ở riêng tại Thổ Thành, rồi sai một nhạc sư già dạy cho hát múa, khi nào thành nghề, sẽ đem sang tiến Phù Sai. | ” |
| — Trích đoạn trong Đông Chu liệt quốc | |   |

Một trích đoạn trong Đông Chu liệt quốc kể về sự sủng ái của Phù Sai dành cho Tây Thi.
| “                                     | Tây Thi được ở đài Cô Tô với Phù Sai, mỗi khi đi chơi đâu thì nghi vệ chẳng khác gì phi hậu. Trịnh Đán ở Ngô cung, ghen với Tây Thi, uất ức không nói ra được, hơn một năm thì chết. Phù Sai thương lắm, đem chôn ở núi Hoàng Mao và lập đền thờ cúng. Chuyện này sau sẽ kể tiếp, bây giờ hãy nói Phù Sai yêu Tây Thi, sai Vương Tôn Hùng lập ra cung Quán Khuê ở núi Linh Nham, trang sức toàn bằng châu ngọc để làm chỗ cho Tây Thi ra chơi. Ở đấy có lập ra Hưởng Điệp lang. Tại sao lại gọi là Hưởng Điệp? Từ Điệp nghĩa là chiếc guốc. Nguyên là người ta đào hầm ở dưới đất chỗ hành lang, đặt ở đấy rất nhiều chum, bên trên lát ván, để Tây Thi và cung nhân đi guốc lượn ở đấy, tiếng kêu leng keng, cho nên gọi là hưởng điệp. Trên núi có hồ Ngoạn Hoa, ao Ngoạn Nguyệt. Lại có giếng gọi là giếng Ngô Vương, nước trong suốt, Tây Thi thường đứng ở trên mà soi mặt, Phù Sai đứng ở bên cạnh, sẽ lấy tay vuốt tóc cho Tây Thi. Lại có động gọi là động Tây Thi, Phù Sai và Tây Thi cùng ngồi ở đấy, đá ở ngoài cửa động có nhiều chỗ sụt, nay người ta gọi là vết chân Tây Thi. Trên núi lại có Cầm Đài, Phù Sai thường cùng với Tây Thi gẩy đàn ở đấy. Phù Sai lại sai người trồng hoa ở Hương Sơn, để Tây Thi và cung nhân chở thuyền đi hái hoa. Nay vẫn còn một dãi nước ở phía nam núi Linh Nham, đó tức là chỗ Tây Thi hái hoa ngày xưa. Lại có Thái Liên hình ở phía đông nam thành đô, đó là chỗ Phù Sai cùng Tây Thi hái sen. Phù Sai lại bắt đào một con sông nhỏ ở trong thành, từ Nam sang Bắc, rồi làm cái buồm gấm để đi chơi thuyền, gọi là Cẩm Phàm hình. Phía Nam của Đô thành có Trường Châu uyển, để làm nơi săn bắn. Lại có Ngư Thành để nuôi cá, Áp Thành để nuôi vịt, Kê Bi để nuôi gà, Tửu Thành để nấu rượu. Lại thường cùng với Tây Thi ra nghỉ mát tại Nam Loan ở Tây động đình, đó là một cái vịnh độ hơn mười dặm, ba mặt đều là núi, chỉ có mặt nam trông như cửa khuyết. Phù Sai cho chỗ ấy là một nơi có thể qua mùa hè được, đặt tên Tiên hạ loan. Phù Sai từ khi được Tây Thi, cứ ở luôn luôn trên Cô Tô đài, bốn mùa vui chơi, rượu chè đàn địch, chẳng thiết đến việc gì cả. Chỉ có quan thái tể là Bá Hi và Vương Tôn Hùng thường hay hầu ở bên cạnh. Mỗi khi Ngũ Viên xin yết kiến, Phù Sai vẫn từ chối không cho vào. | ” |
| — Trích đoạn trong Đông Chu liệt quốc | |   |

Trong Đông Chu liệt quốc cũng dựa theo thuyết Tây Thi bị đẩy xuống nước ngộp chết, mà không phải cùng Phạm Lãi sống ngao du ở Tây Hồ. Sau khi giết được Phù Sai, Câu Tiễn cùng Tây Thi về nước, Câu Tiễn phu nhân thấy vậy thì ghen, bèn sai người buộc đá thả Tây Thi xuống sông, người đời sau không biết cho là Tây Thi đi theo Phạm Lãi. Trong sách có lời bình rằng:
| “                                              | Mấy hôm sau, Câu Tiễn rút quân về Việt, đem cả Tây Thi về. Câu Tiễn phu nhân mật sai người bắt Tây Thi đem ra bờ sông, buộc viên đá lớn vào, rồi đẩy xuống sông mà bảo rằng: - Nó là cái vật vong quốc, còn để làm gì! Người sau không rõ chuyện ấy, ngoa truyền là Phạm Lãi đem Tây Thi đi Ngũ Hồ, mới có hai câu thơ rằng: ["Đem Tây Thi đi là có ý, sợ còn nghiêng nước hại quân vương!"]. Xét ra thì Phạm Lãi đi có một mình, đến vợ con cũng còn bỏ lại, huống chi là Tây Thi, lại có người nói Phạm Lãi mê Tây Thi, mới lập ra cái kế đem đẩy xuống sông, đó cũng là nói lầm. La Ôn có thơ minh oan cho Tây Thi rằng: Nước nhà còn mất bởi cơ trời, Sao cứ Tây Thi đổ lỗi hoài? Tây Tử nếu làm Ngô mất nước, Thì xưa Việt mất bởi tay ai? | ” |
| — Đoạn kết về Tây Thi trong Đông chu liệt quốc | |   |

## Phim ảnh

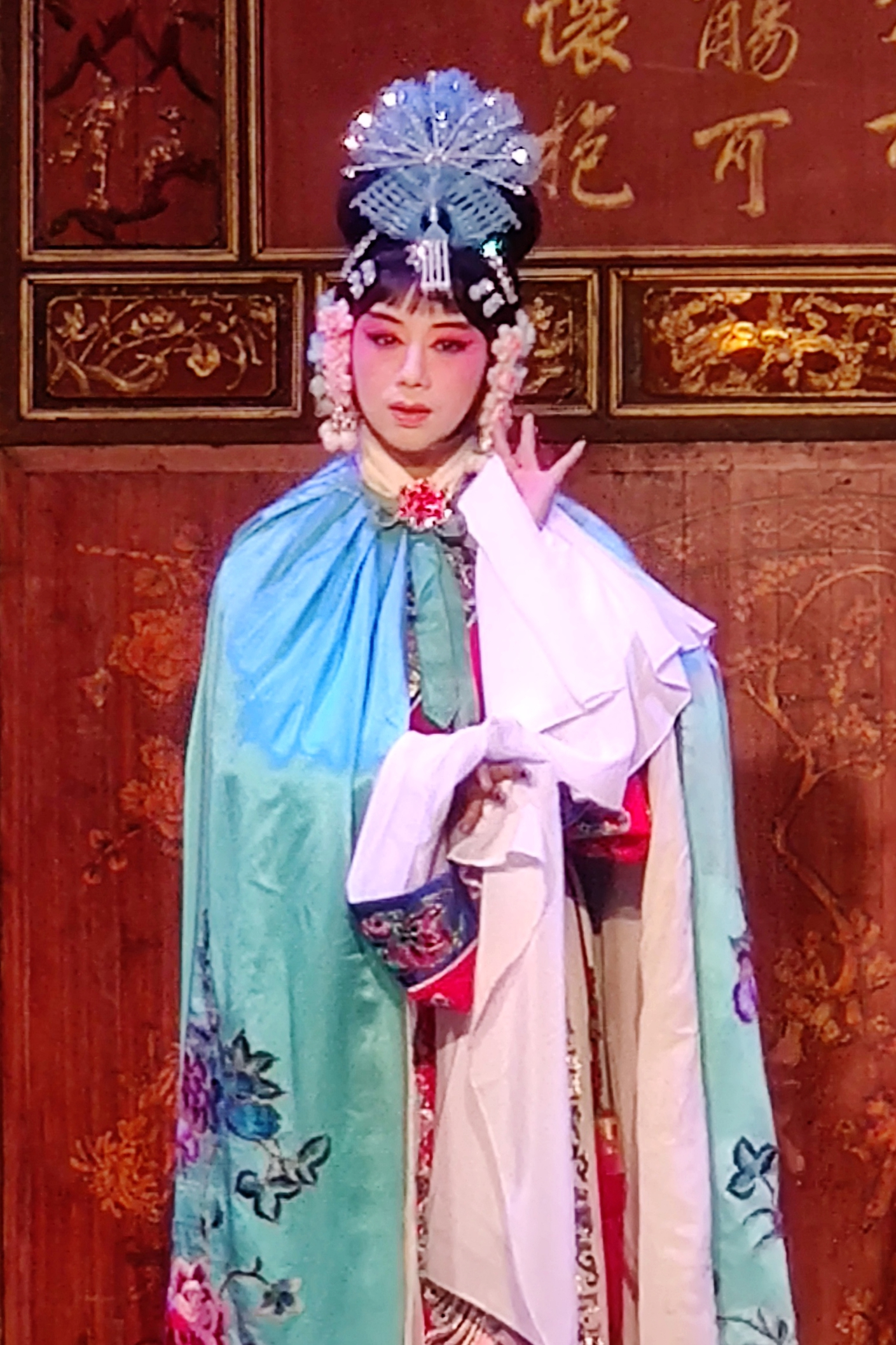
Tạo hình Tây Thi trong Kinh kịch.

### Điện ảnh
| Năm  | Tên phim                           | Diễn viên              | Chế tác                                                   |
| ---- | ---------------------------------- | ---------------------- | --------------------------------------------------------- |
| 1936 | 《Tây Thi》                        | Tạ Bình 謝萍           | Công ty Đại Trung Quốc ảnh nghiệp                         |
| 1949 | 《Tây Thi》                        | Bạch Yến 白燕          | Công ty Nam Thiên ảnh nghiệp                              |
| 1956 | 《Ngọa tân thường đảm》 (臥薪嘗膽) | Lý Lệ Hoa 李麗華       | Công ty Trung Quốc điện ảnh chế phiến                     |
| 1960 | 《Tây Thi》                        | Bạch Tuyết Liên 白雪仙 | Công ty ảnh phiến Hải Dương                               |
| 1965 | 《Tây Thi》                        | Bạch Nhân 白茵         | Thanh Thủy Loan điện ảnh                                  |
| 1966 | 《Tây Thi (tập thượng)》           | Giang Thanh 江青       | Điện ảnh Đài Loan và Công ty hữu hạn Quốc liên ảnh nghiệp |
| 1966 | 《Tây Thi (tập hạ)》               | Giang Thanh 江青       | Điện ảnh Đài Loan và Công ty hữu hạn Quốc liên ảnh nghiệp |

### Truyền hình
| Năm  | Tên phim                            | Diễn viên             | Chế tác                               |
| ---- | ----------------------------------- | --------------------- | ------------------------------------- |
| 1983 | 《Tây Thi》                         | Đổng Trí Chi 董智芝   | Đài nội địa                           |
| 1986 | 《Tây Thi》                         | Lê Yến San 黎燕珊     | Asia Television Limited               |
| 1987 | 《Tây Thi》                         | Phùng Bửu Bửu 馮寶寶  | Công ty Hoa Thị (đài CTS)             |
| 1995 | 《Tây Thi》                         | Tưởng Cần Cần 蒋勤勤  | Đài nội địa                           |
| 1997 | 《Cổ Ngô xuân thu》 (古吴春秋)      | Tào Dĩnh 曹穎         | Đài nội địa                           |
| 1998 | 《Chiến quốc hồng nhan》 (战国红颜) | Trương Mẫn 張敏       | Truyền gình Đài Loan                  |
| 2005 | 《Việt vương Câu Tiễn》 (越王勾践)  | Chu Dương 周扬        | Đài truyền hình trung ương Trung Quốc |
| 2006 | 《Tranh bá truyền kỳ》 (爭霸傳奇)   | Quách Thiện Ni 郭羡妮 | Đài truyền hình TVB                   |
| 2007 | 《Nằm gai nếm mật》                 | An Dĩ Hiên 安以軒     | Đài truyền hình trung ương Trung Quốc |
| 2012 | 《Tây Thi bí sử》 (西施秘史)        | Ổ Tĩnh Tĩnh 邬靖靖    | Đài nội địa                           |
| 2013 | 《Anh hùng》                        | Dĩnh Nhi 穎兒         | Đài CTS                               |